# MLI-84
MLI-84 (Mașina de Luptă a Infanteriei Model 1984) este un vehicul de luptă blindat, amfibiu, șenilat, destinat protecției, transportului și ducerii luptei de către grupa de infanterie împotriva personalului, transporturilor logistice, blindatelor ușoare, tancurilor și elicopterelor inamice, folosind armamentul instalat pe vehicul și armamentul portativ al grupei.
Republica Socialistă România a obținut în 1982 de la URSS licența pentru construirea a 178 de vehicule BMP-1 adaptate nevoilor Armatei Române și posibilităților industriei autohtone. Vehiculele, denumite oficial MLI-84, aveau un motor diferit, un șasiu extins, o mitralieră antiaeriană suplimentară de calibru 12,7mm montată deasupra camerei desantului și alte modificări minore. Producția a fost demarată în 1984 la Uzina Mecanică Mârșa și a continuat până în anul 1991.
În anul 1995 a fost luată decizia modernizării mașinilor de luptă MLI-84 pentru a fi aduse la standarde NATO. Programul de modernizare a stârnit numeroase controverse, fiind realizat de către Centrul de Afaceri Produse Militare din cadrul U.M. Mârșa în colaborare cu alte firme din România și din străinătate. Noul vehicul, denumit oficial MLI-84M "Jderul" (Mașina de Luptă a Infanteriei Model 1984 Modernizată), este compatibil cu standardele tehnico-tactice NATO.

## Proiectare

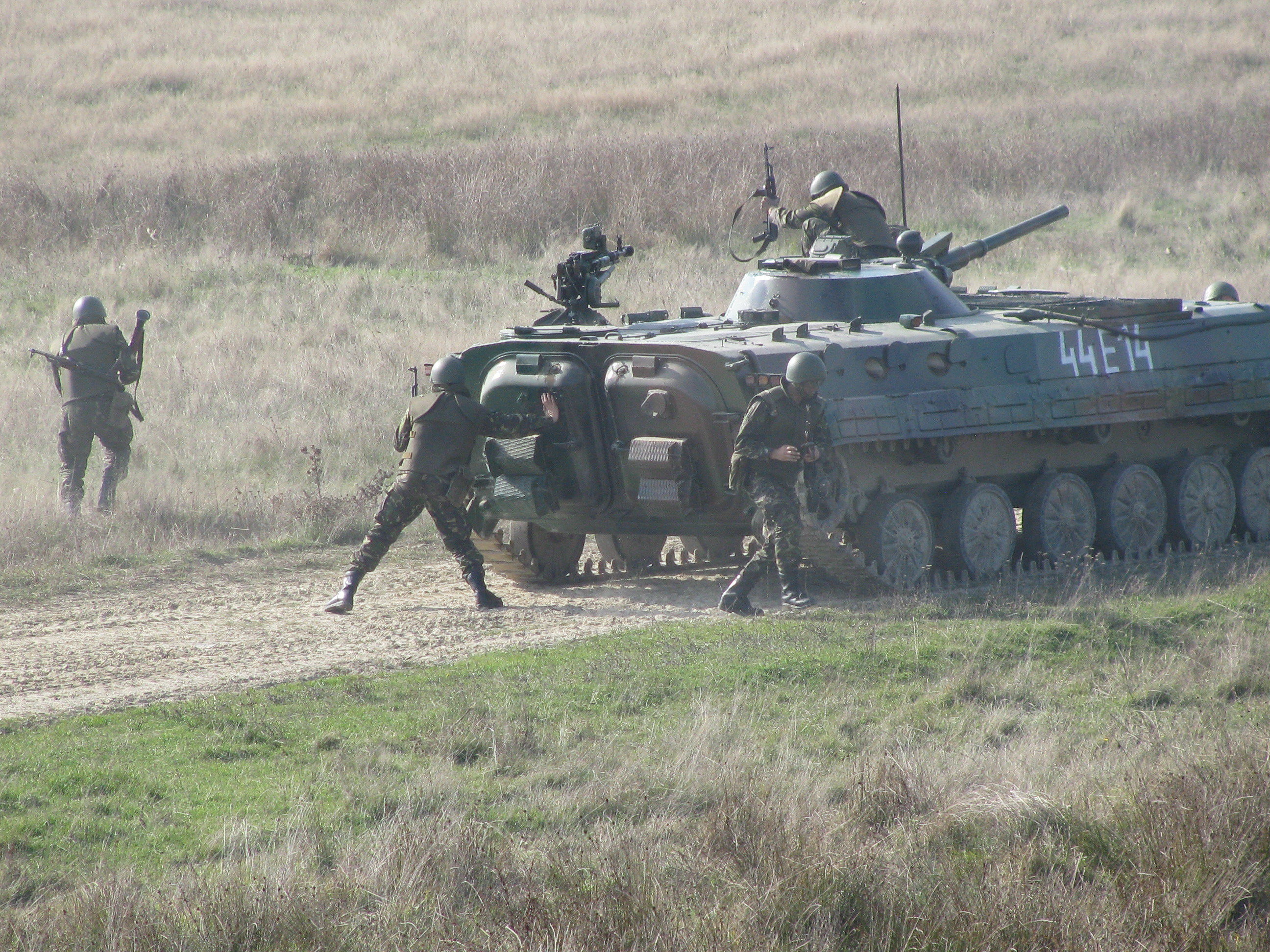
MLI-84 (modelul de bază)

După invadarea Cehoslovaciei în 1968 de către țările Pactului de la Varșovia (cu excepția României și Albaniei), Consiliul de Apărare al Republicii Socialiste România a adoptat o nouă strategie națională de apărare. Dezvoltarea unei industrii autohtone de armament a devenit prioritate națională. Licența pentru fabricarea în țară a mașinii de luptă a infanteriei BMP-1 a fost obținută în 1982. Producția a fost realizată între anii 1985 și 1991 la Uzina Mecanică Mizil, fiind fabricate 178 de bucăți. Licența era gratuită pentru vehiculele destinate Armatei Române. Autoritățile de la București au reușit să obțină și permisiunea de a modifica designul mașinii blindate pe șenile.
Prima modificare a fost schimbarea agregatului energetic. Motorul original a fost înlocuit cu unul mai puternic, dezvoltat în România de Institutul Național de Motoare Termice din Brașov în colaborare cu Institutul AVL (Anstalt für Verbrennungskraftmaschinen List) din Austria. Spre deosebire de motorul de fabricație sovietică UTD-20 (care dezvolta 300 de cai putere), motorul 8V-1240-DT-S (fabricat de SC Roman SA Brașov) avea 360 de cai putere, însă era mai greu și mai voluminos. Șasiul a fost extins cu 60 de centimetri pentru a face loc motorului diesel supraalimentat. Vehiculul era mai lat (3,15 m) și mai înalt (2,11 metri). MLI-84 are spații mai mari între galeți decât BMP-1. Spațiul suplimentar din interior a fost folosit pentru a transporta mai mult combustibil (600 de litri de motorină). Garda la sol a crescut de la 370 de mm la 400 de mm. Spre deosebire de BMP-1, care avea patru obloane dreptunghiulare amplasate în plafonul vehiculului, MLI-84 avea doar trei. În locul ultimului oblon din stânga era montată o mitralieră antiaeriană DȘK de calibrul 12,7 mm lângă un oblon circular. Soldatul aflat lângă ușa stângă din spatele vehiculului se ocupa de manevrarea mitralierei. Desantul soldaților din stânga vehiculului era imposibil în timpul acestei operațiuni. BMP-1 avea pe ușa din stânga o ambrazură prin care se putea trage în spatele vehiculului. La MLI-84 ambrazura a fost mutată pe ușa din dreapta, din cauza mitralierei DȘK. Greutatea mașinii de luptă a infanteriei a crescut la 16,6 tone. MLI-84 era dotat cu sistem de protecție NBC (nuclear, biologic și chimic).

## Modernizare
Decizia de a moderniza mașinile de luptă ale infanteriei MLI-84 a fost luată în 1995, programul fiind demarat un an mai târziu. Firmele autohtone implicate în program au fost Agenția de Cercetare pentru Tehnică și Tehnologii Militare (ACTTM aparține de MApN), MFA Mizil, Romarm (prin Arsenal Reșița, UPS Dragomirești și Electromagnetica Ploiești), Pro Optica București, Artego Târgu-Jiu, Anticorozivul București, Aerostar Bacău, Rocast Pitești, ICPE și Interactive SA București. Printre firmele din străinătate s-au numărat Rafael (Israel), Caterpillar, Rheinmetall (prin Oerlikon), General Dynamics, DIEHL Remscheid GmbH, EADS, L'Hotellier sau Harris Corporation. 
Scopul acestui program a fost creșterea puterii de foc, a mobilității, implementarea unor sisteme de protecție (avertizare la iluminare laser și radar, sistem automat de lansare a grenadelor fumigene în cazul activării senzorilor, un sistem de stingere a incendiilor, instalație de climatizare) și introducerea unor sisteme avansate de comandă și control. Armata Română a comandat 99 de vehicule MLI-84 pentru a echipa trei batalioane de infanterie mecanizată. 

## Utilizare
- România - În anul 2008, conform rapoartelor ONU, România avea 81 de blindate MLI-84.[12] În luna noiembrie a anului 2009, Forțele Terestre Române aveau 26 de vehicule MLI-84 operaționale.[13] Programul de modernizare este încă în desfășurare.

## Variante
- MLI-84 - Modelul de bază.

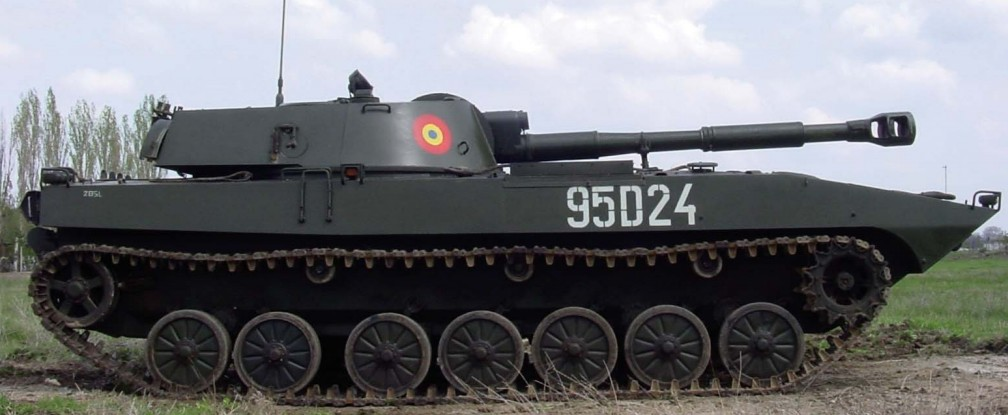
Obuzierul autopropulsat Model 1989 bazat pe șasiul MLI-84

- MLI-84M "Jderul" - Varianta modernizată în urma programului demarat în 1996.
- MLI-84 PCMB - Vehicul transformat în punct de comandă mobil al batalionului.[14] În locul turelei se află o suprastructură înaltă.
- MLI-84 TEHEVAC - Mașină de evacuare a tehnicii de luptă avariate.[15]
- MLI-84 MEDEVAC - Vehicul de evacuare medicală și acordare a primului ajutor.[16] Suprastructura este asemănătoare variantei de comandă.

### Variante bazate pe șasiul MLI-84
- Model 89 - Autotun fabricat în România prin montarea turelei obuzierului autopropulsat 2S1 Gvozdika pe un șasiu MLI-84 modificat. Au fost asamblate 42 de exemplare, turelele fiind achiziționate de la Uniunea Sovietică și livrate de către Bulgaria. Obuzierele autopropulsate au fost echipate cu tunul A565 de calibrul 122 mm fabricat de Arsenal Reșița.[17] Autotunurile, denumite și OAP 122 (Obuzier autopropulsat, numeralul fiind calibrul tunului), au fost retrase în depozitele armatei în anul 2005.
- Tun antitanc autopropulsat model 1985 - Vânător de tancuri care urma să înlocuiască vechile autotunuri sovietice SU-76. Proiectul nu s-a materializat în practică.

## Tabel comparativ al specificațiilor tehnice
| Model                                  | BMP-1 Ob'yekt 765Sp3                                                                                | MLI-84                                                                                              | MLI-84M "Jderul" |
| -------------------------------------- | --------------------------------------------------------------------------------------------------- | --------------------------------------------------------------------------------------------------- | --- |
| Imagine                                | | | |
| Echipaj                                | 3 (comandant, mecanic conductor și ochitor) + 8 soldați                                             | 3 (comandant, mecanic conductor și ochitor) + 8 soldați                                             | 3 (comandant, mecanic conductor și ochitor) + 8 soldați                                                                    |
| Greutate                               | 13,2 tone                                                                                           | 16,6 tone                                                                                           | 17,6 tone |
| Lungime                                | 6,735 m                                                                                             | 7,320 m                                                                                             | 7,320 m |
| Lățime                                 | 2,94 m                                                                                              | 3,15 m                                                                                              | 3,3 m |
| Înălțime                               | 2,068 m                                                                                             | 2,11 m                                                                                              | 2,921 m |
| Garda la sol                           | 370 mm                                                                                              | 400 mm                                                                                              | 400 mm |
| Motor                                  | UTD-20, 6 cilindri în V, 4 timpi, injecție, diesel, răcire cu lichid, 300 de cai putere la 2600 rpm | 8V-1240-DT-S, 8 cilindri în V, 4 timpi, supraalimentat, diesel, răcire cu lichid, 360 de cai putere | Caterpillar C9, diesel, supraalimentat, cu injecție hidraulică, controlată electronic, răcire cu lichid, 400 de cai putere |
| Viteza maximă (pe șosea)               | 65 km/h                                                                                             | 70 km/h                                                                                             | 65 km/h |
| Puterea specifică                      | 22,7 CP/t                                                                                           | 21,7 CP/t                                                                                           | 22,7 CP/t |
| Rezervor combustibil                   | 462 de litri                                                                                        | 600 de litri                                                                                        | 600 de litri |
| Autonomie                              | ~600 km                                                                                             | ~600 km                                                                                             | ~600 km |
| Armament principal                     | tun 2A28 Grom, cal. 73 mm                                                                           | tun 2A28 Grom, cal. 73 mm                                                                           | tun automat KBA Oerlikon, cal. 25 mm                                                                                       |
| Țeavă                                  | lisă                                                                                                | lisă                                                                                                | ghintuită (18 ghinturi) |
| Sistem de stabilizare al tunului       | nu                                                                                                  | nu                                                                                                  | stabilizare electrică pe 2 axe: verticală și orizontală                                                                    |
| Bătaie eficace                         | 500 de metri pentru proiectilul antitanc 1000 de metri pentru proiectilul exploziv                  | 500 de metri pentru proiectilul antitanc 1000 de metri pentru proiectilul exploziv                  | 4000 de metri |
| Cadență de tragere                     | 7-8 lovituri pe minut                                                                               | 7-8 lovituri pe minut                                                                               | 600 de lovituri pe minut                                                                                                   |
| Armament secundar                      | Mitralieră jumelată PKT cal. 7,62 mm                                                                | Mitralieră jumelată PKT cal. 7,62 mm Mitralieră antiaeriană DȘK cal. 12,7 mm                        | Mitralieră jumelată PKT cal. 7,62 mm                                                                                       |
| Instalație de lansare rachete antitanc | Malyutka (denumită AT-3 Sagger de NATO)                                                             | Malyutka (denumită AT-3 Sagger de NATO)                                                             | Spike |
| Generare fum                           | fumizare termică                                                                                    | fumizare termică                                                                                    | fumizare termică și lansator de grenade fumigene                                                                           |
| Instalație climatizare                 | nu                                                                                                  | nu                                                                                                  | da |

Notă: Comandantul vehiculului devine comandantul grupei de infanterie la coborâre (după desant), iar echipajul este de 2 persoane în această situație.

## Galerie foto

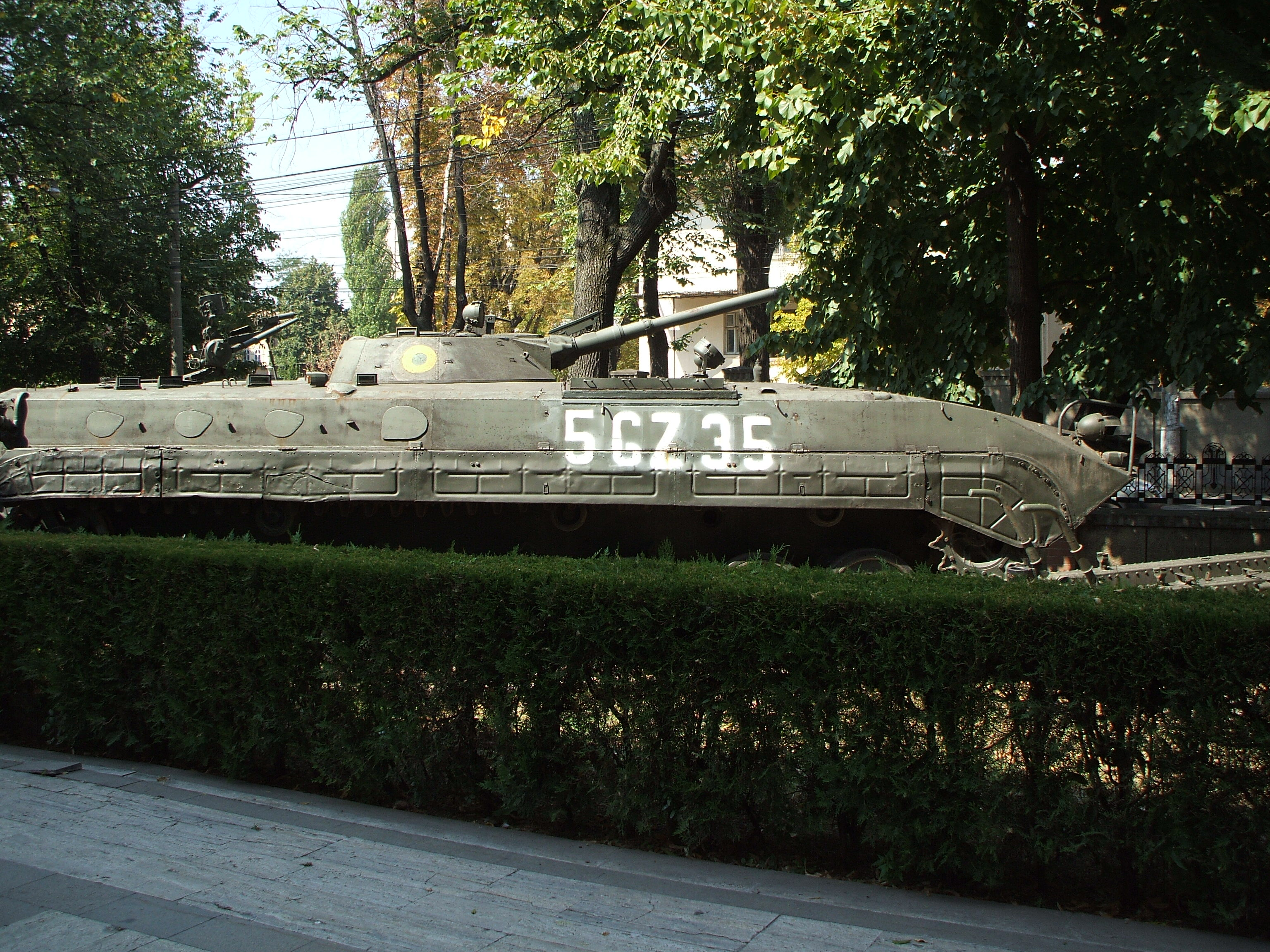
MLI-84 expus la Muzeul Militar Național "Regele Ferdinand I" (București).
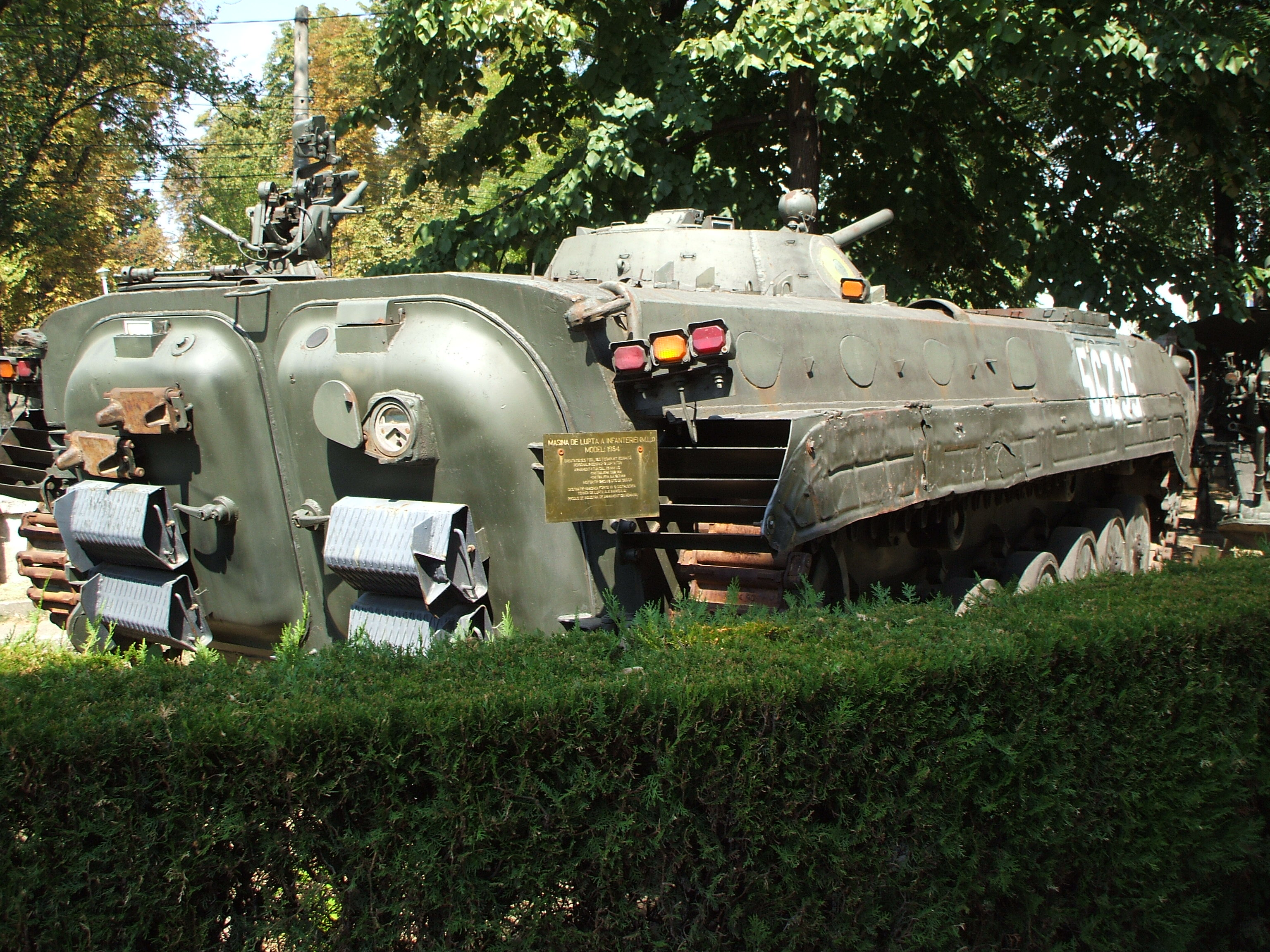
MLI-84, vedere din spate. Mitraliera antiaeriană DȘK este amplasată lângă ușa din stânga.
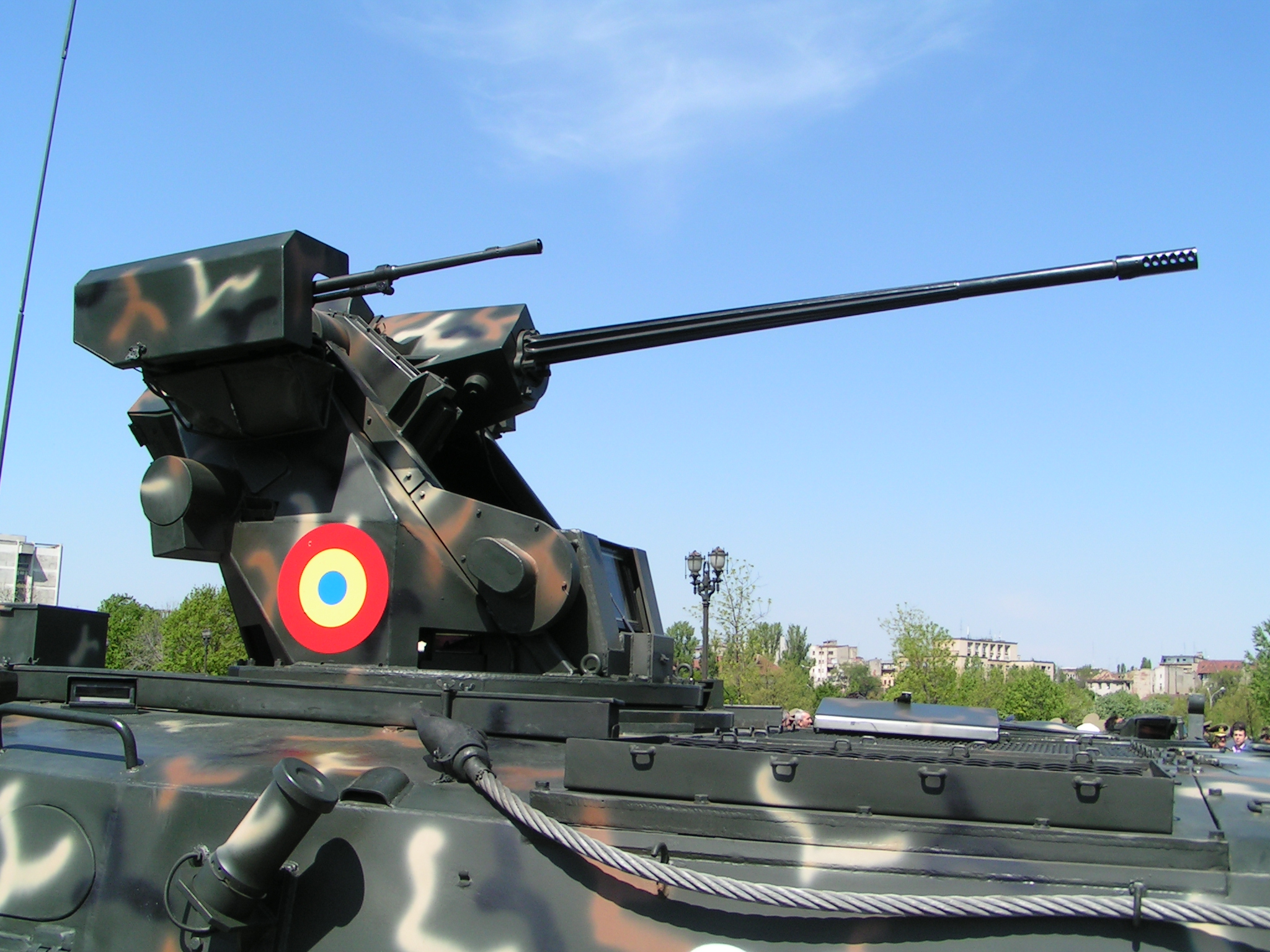
Turela OWS-25R cu tunul automat Oerlikon KBA-07 de calibru 25 mm și mitraliera jumelată PKM.
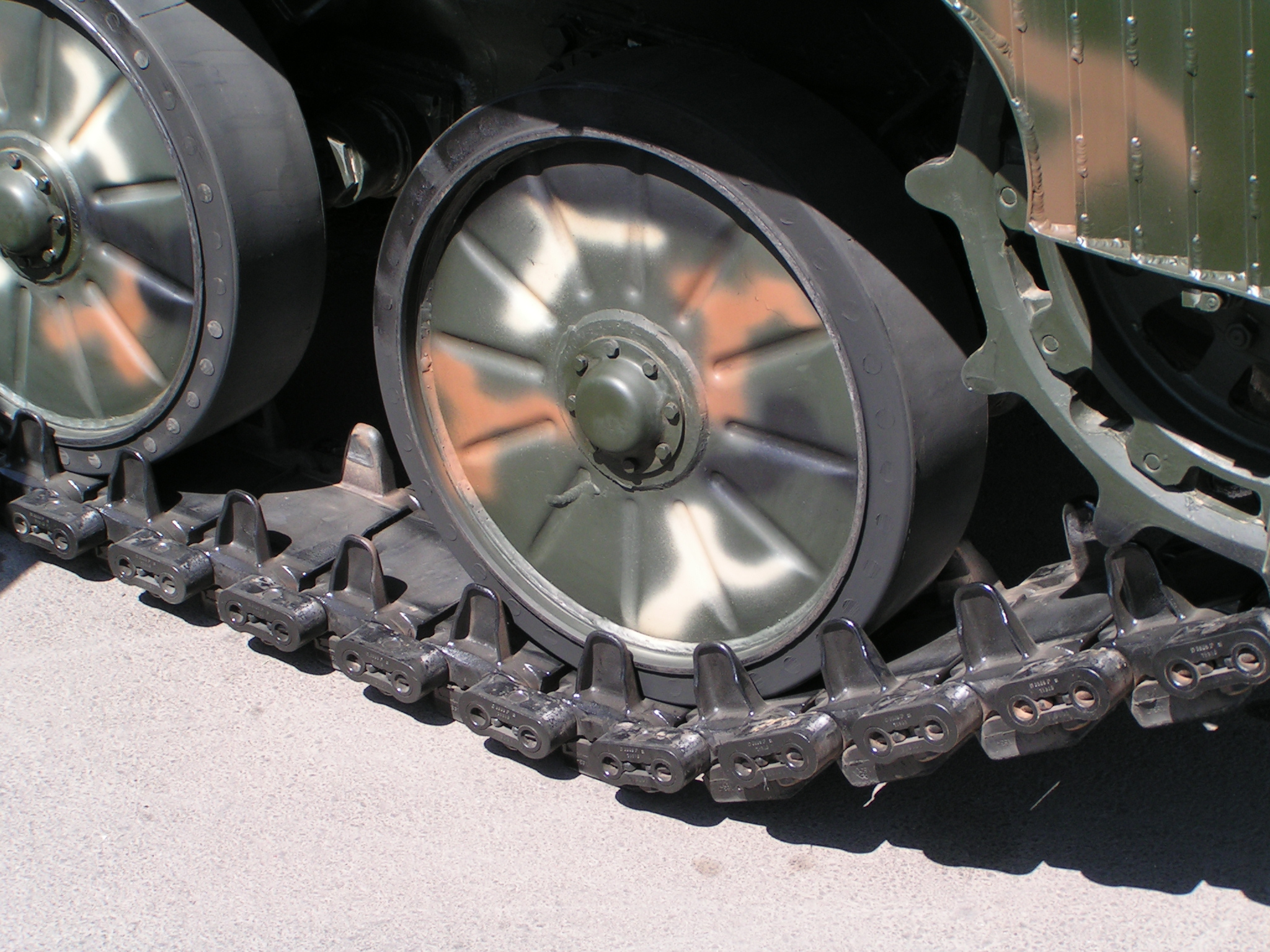
Șenilele cu pernă de cauciuc ale modelului MLI-84M.
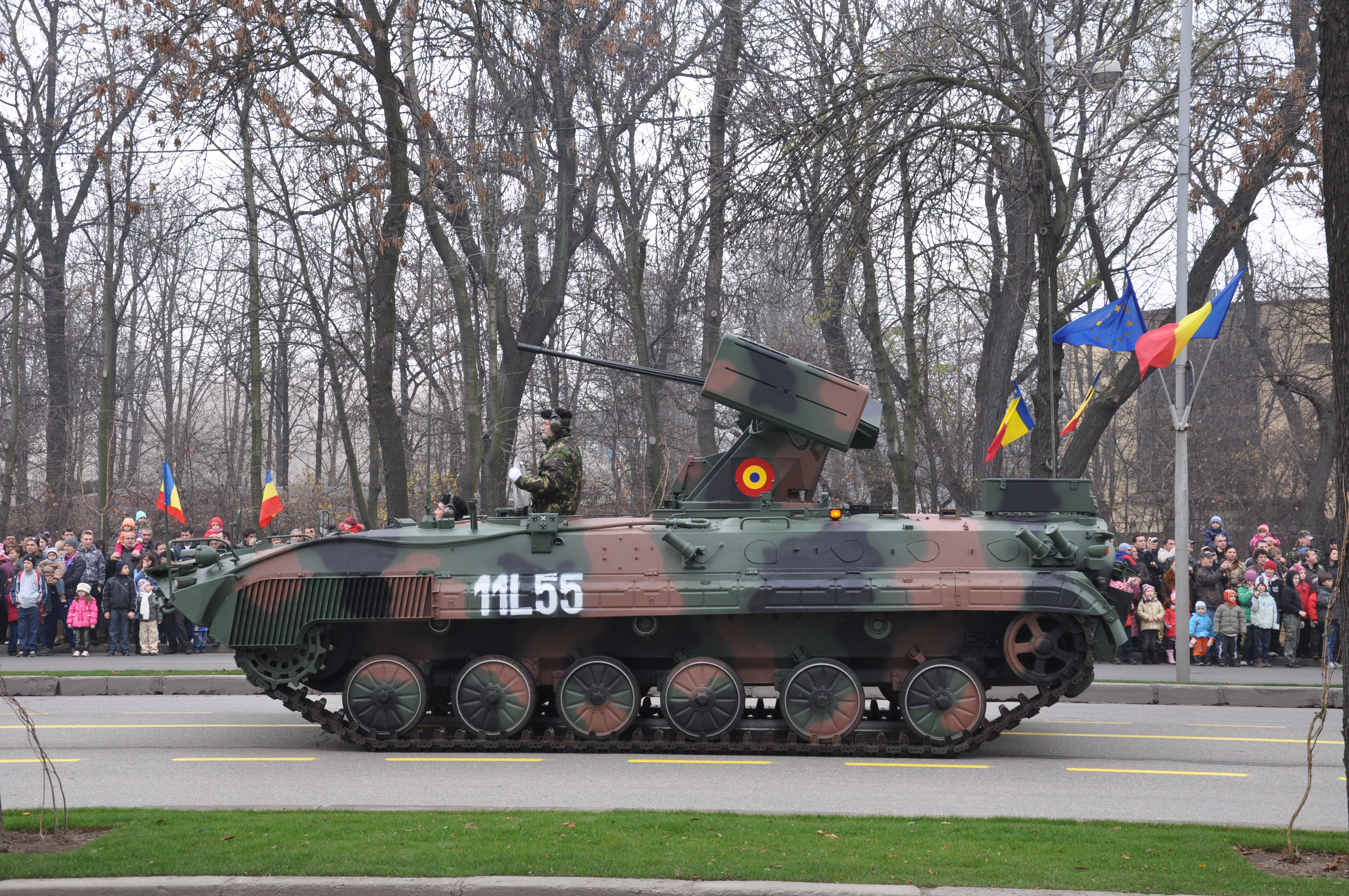
Înălțimea mai mare a vehiculului modernizat îngreunează mascarea în teren, însă compensează prin putere de foc, bătaie, precizie și cadență.
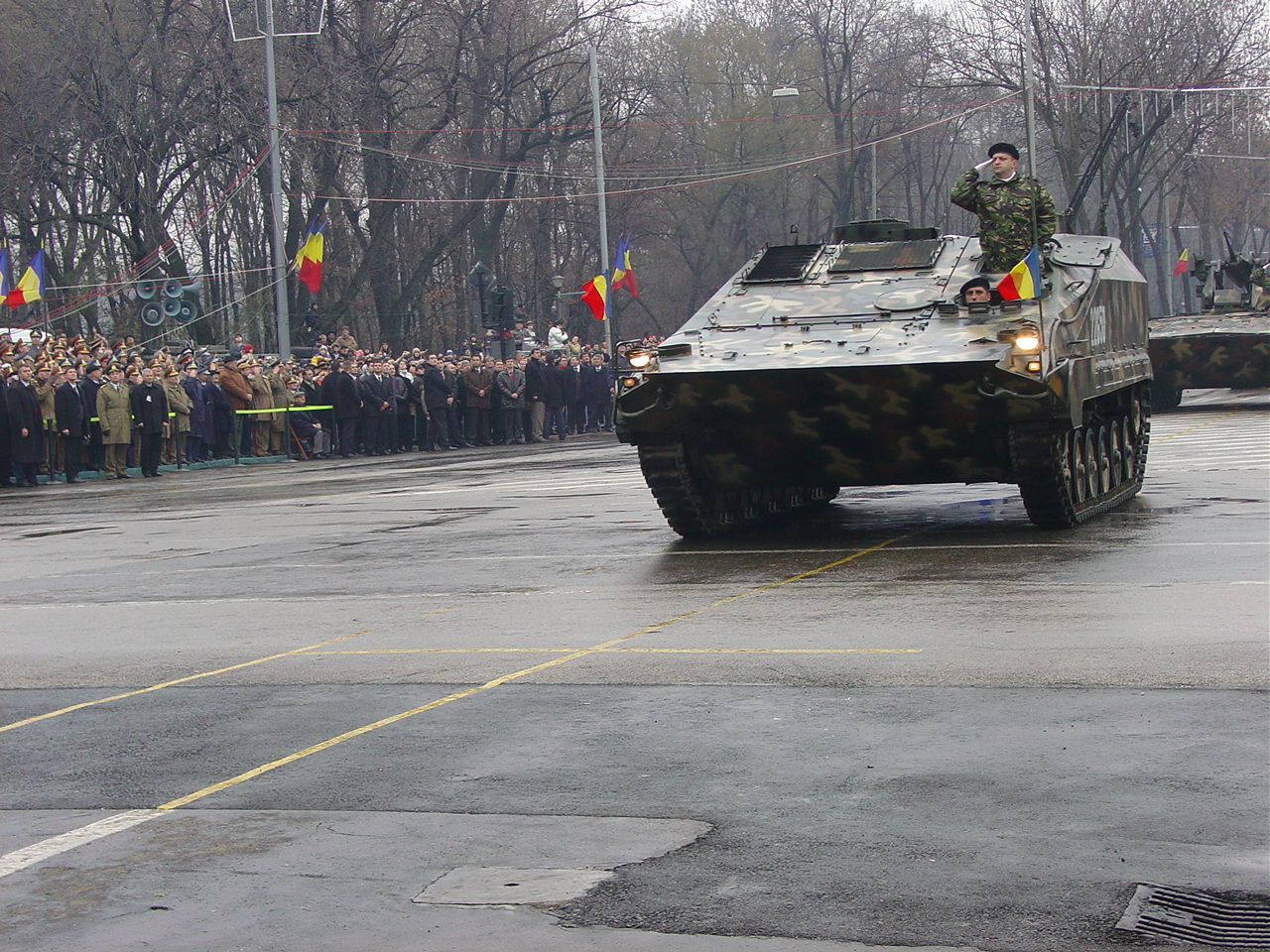
Versiunea MLI-84M Punct de Comandă Batalion, dotată cu echipament de transmisiuni suplimentar.
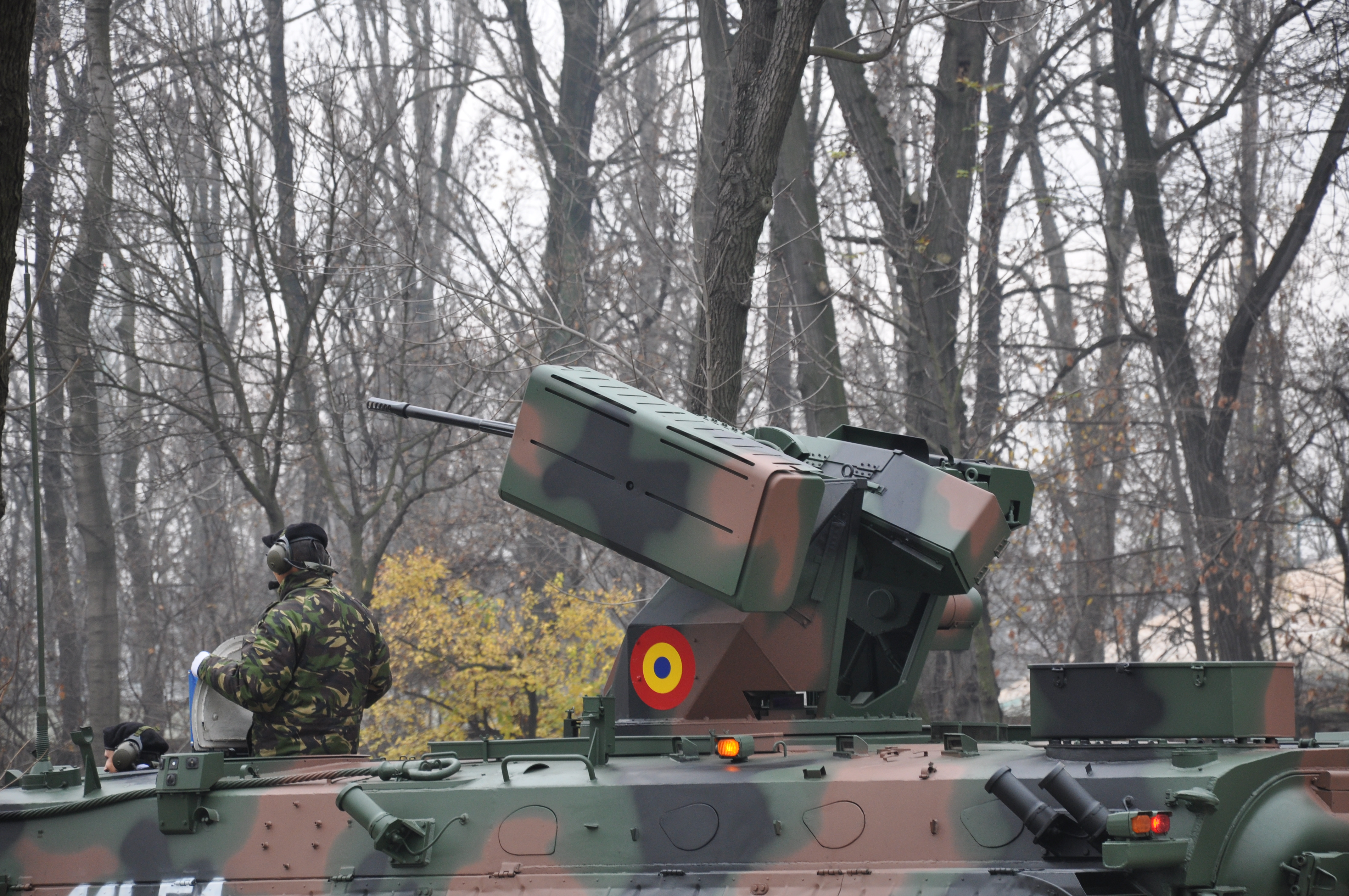
Turela OWS-25R cu instalația de lansare a rachetelor antitanc Spike.
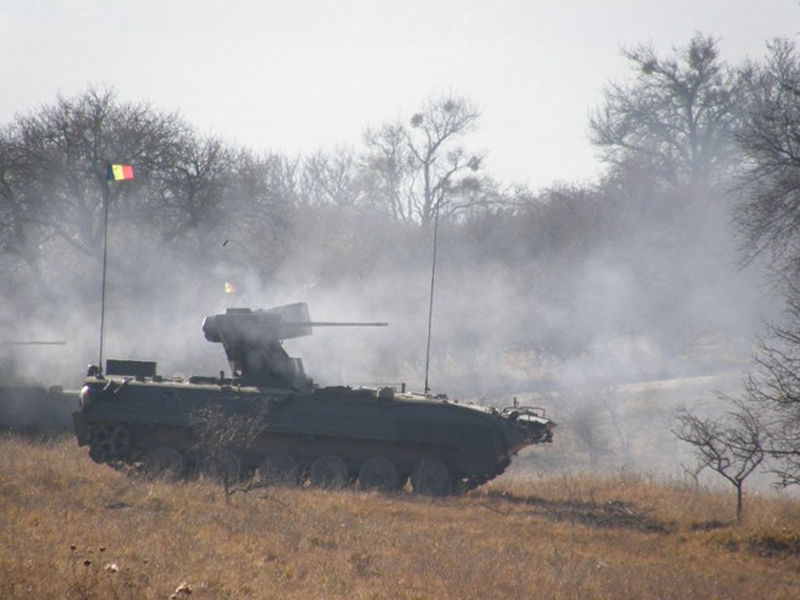
MLI-84M în timpul tragerilor (exercițiul militar Dacia 2010).